# Ciclide flowerhorn
Il ciclide flowerhorn è un ibrido creato alla fine del XX secolo in Asia partendo da due specie di ciclidi del genere Amphilophus. Il loro nome, letteralmente "corno fiorito", descrive perfettamente l'aspetto fisico di questo pesce non esistente in natura.

## Galleria d'immagini
Di seguito un'ampia galleria sulle numerose varietà selezionate dagli allevatori.

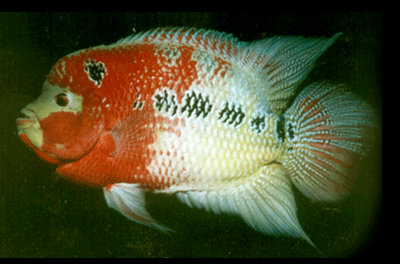
Coronation Link
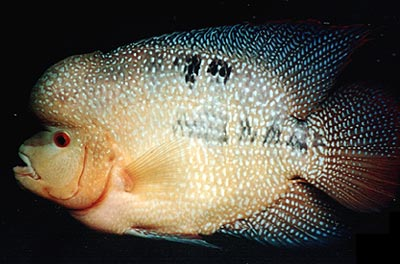
Tornado Effect
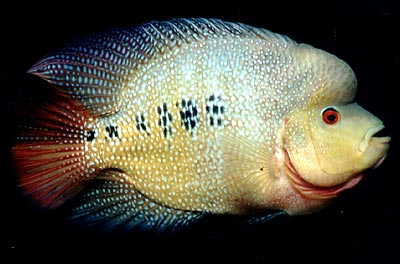
Perfect Harmony
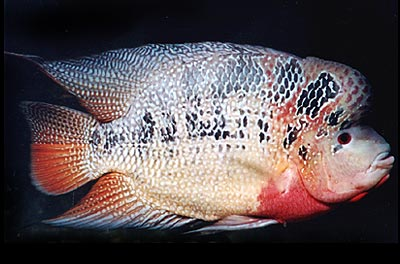
Unique Track
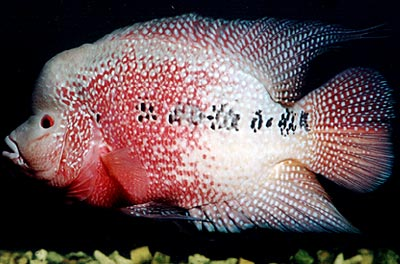
Absolute Wonder
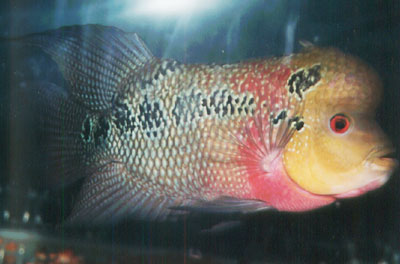
Ancient Warship
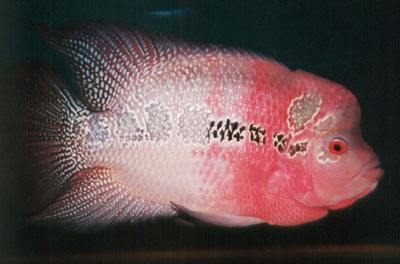
Creative Measure
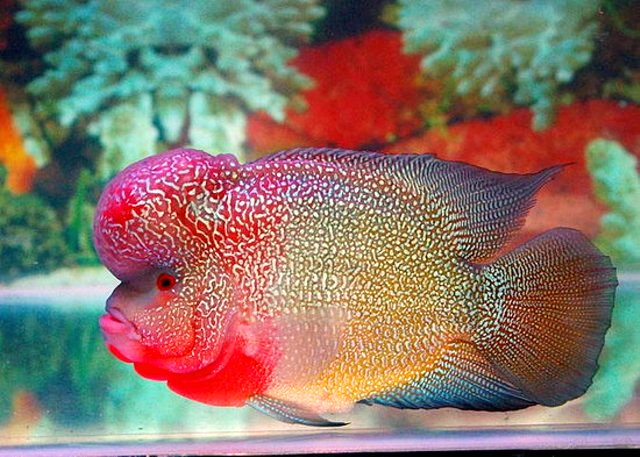
Elvis Strain
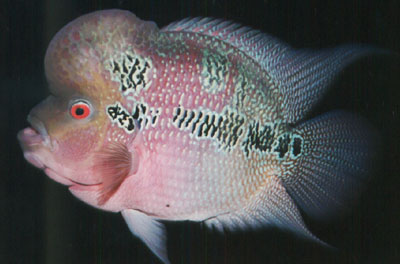
Exotic Marvel
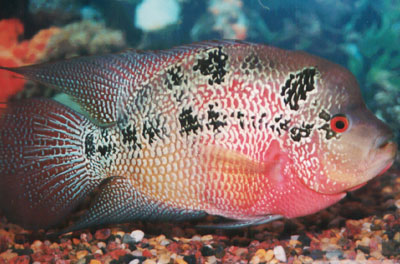
Legacy
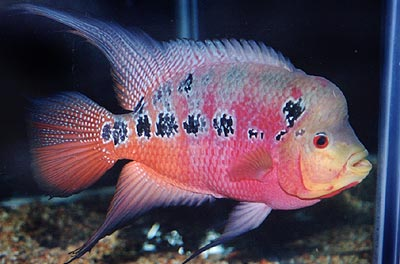
Living Legend
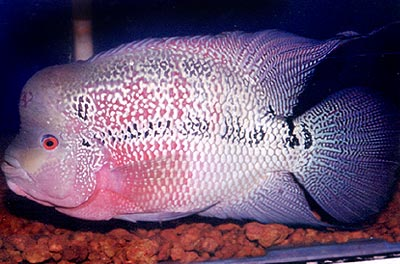
Pacific Miracle
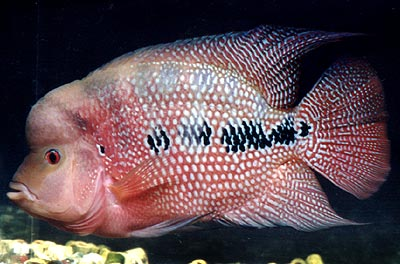
Rising Rainbow
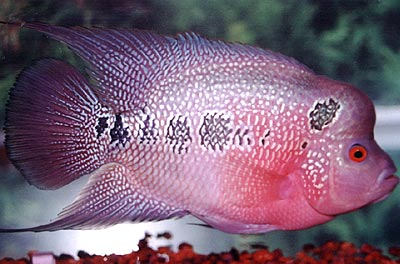
Royal Degree
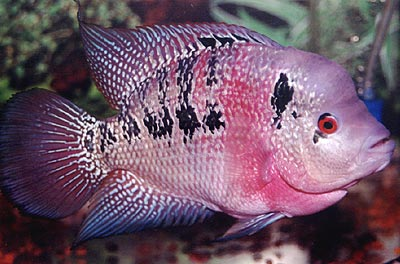
Scarlet Passion
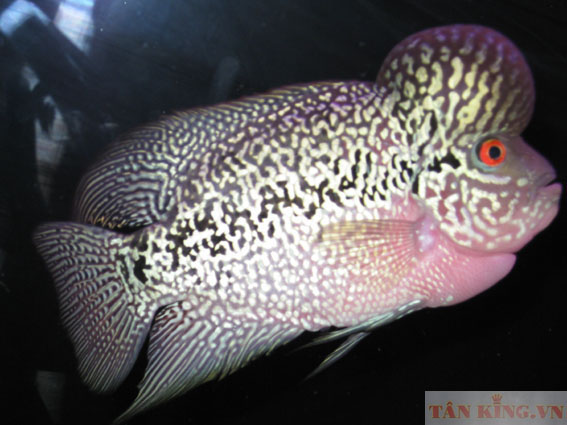
Tan King